# Lonchaea johnseyi
Lonchaea johnseyi är en tvåvingeart som beskrevs av Mcalpine 1964. Lonchaea johnseyi ingår i släktet Lonchaea och familjen stjärtflugor. Inga underarter finns listade i Catalogue of Life.